# Карлос О’Доннелл, 2-й герцог Тетуанский
Карлос Мануэль О’Доннелл-и-Альварес Абреу (исп. Carlos Manuel O'Donnell y Álvarez-Abreu; 1 июня 1834, Валенсия — 9 февраля 1903, Мадрид) — испанский военный и государственный деятель. Неоднократно занимал пост министра иностранных дел Испании.

## Биография
Карлос Мануэль родился 1 июня 1834 года в испанской Валенсии. В возрасте 20 лет он примет участие в боевых действиях на Филиппинах. Чуть позже он станет адъютантом своего дяди Леопольдо О’Доннелла на полях сражений Испано-марокканской войны, где он будет ранен и получит Крест ордена Святого Фердинанда.
Будучи членом партии «Либеральный союз» Карлос участвовал в выборах 1863, 1864 и 1865 годов, получив мандат депутата от округа Вальядолид.
В 1867 году, после смерти своего дяди, он унаследовал титулы герцога Тетуана и графа Лусены.
На выборах 1869 и 1872 года он снова был избран депутатом от Вальядолида. После этого он был назначен послом Испании в Бельгии. В 1876 году, уже будучи членом Консервативной партии, он был избран сенатором от провинции Кастельон, а в 1881 году был назначен сенатором пожизненно.
Впервые пост министра иностранных дел Карлос Мануэль занял в мае 1879 году, в кабинете министров, под председательством Арсенио Мартинеса де Кампоса. Впоследствии, он трижды получит этот министерский портфель в правительстве Антонио Кановаса.
Умер О’Доннелл 9 февраля 1903 года в Мадриде.